# De retour
Singles de M. Pokora
Pas sans toi
(2005) It's Alright
(2006)
De retour est une chanson du chanteur français M. Pokora, extraite de son album studio Player (2006). La chanson est écrite et composée par June Rollocks, M. Pokora, Suga P. et Tyron Carter. La réalisation artistique est menée par D Town et EMC.

## Classement hebdomadaire
| Classement (2006)                       | Meilleure position |
| --------------------------------------- | ------------------ |
| France (SNEP)                           | 6                  |
| Belgique (Wallonie Ultratop 50 Singles) | 11                 |